# Norbert Hellriegel
Norbert Hellriegel es un deportista de la RDA que compitió en vela en la clase Soling.
Ganó tres medallas en el Campeonato Mundial de Soling entre los años 1984 y 1990, y una medalla de bronce en el Campeonato Europeo de Soling de 1983.

## Palmarés internacional
| \| Campeonato Mundial \| Campeonato Mundial \| Campeonato Mundial \| Campeonato Mundial \| \| Año \| Lugar \| Medalla \| Clase \| \| ------------------ \| ------------------------ \| ------------------ \| ------------------ \| \| 1984 \| Torbole (Italia) \| Medalla de bronce \| Soling \| \| 1987 \| Kiel (RFA) \| Medalla de oro \| Soling \| \| 1990 \| Medemblik (Países Bajos) \| Medalla de bronce \| Soling \| \| Campeonato Europeo \| \| \| \| \| Año \| Lugar \| Medalla \| Clase \| \| 1983 \| Medemblik (Países Bajos) \| Medalla de bronce \| Soling \| |                          |                   |        |
| Campeonato Mundial |                          |                   |        |
| Año | Lugar                    | Medalla           | Clase  |
| 1984 | Torbole (Italia)         | Medalla de bronce | Soling |
| 1987 | Kiel (RFA)               | Medalla de oro    | Soling |
| 1990 | Medemblik (Países Bajos) | Medalla de bronce | Soling |
| Campeonato Europeo |                          |                   |        |
| Año | Lugar                    | Medalla           | Clase  |
| 1983 | Medemblik (Países Bajos) | Medalla de bronce | Soling |